# Leandro Machado
Leandro Machado (født 15. juli 1963) er en tidligere brasiliansk fodboldspiller og træner.